# ヨーステイン・フロー
ヨーステイン・フロー（Jostein Flo、1964年10月3日 - ）は、ノルウェーの元サッカー選手。元ノルウェー代表。ポジションはフォワード。

## 来歴
1992年にノルウェー代表デビュー。1994 FIFAワールドカップ・ヨーロッパ予選では9試合に出場、56年ぶりのワールドカップ出場権を獲得した。1994 FIFAワールドカップではグループステージ全3試合に出場した。1998 FIFAワールドカップにも出場した。2000年までに51試合に出場、10得点をあげた。

## 代表歴

### 出場大会
- ノルウェー代表
  - 1994 FIFAワールドカップ
  - 1998 FIFAワールドカップ

### 試合数
- 国際Aマッチ 51試合 10得点（1992年-2000年）[1]

| ノルウェー代表 | 国際Aマッチ | 国際Aマッチ |
| 年             | 出場        | 得点        |
| -------------- | ----------- | ----------- |
| 1992           | 6           | 2           |
| 1993           | 9           | 3           |
| 1994           | 12          | 1           |
| 1995           | 8           | 2           |
| 1996           | 0           | 0           |
| 1997           | 7           | 2           |
| 1998           | 5           | 0           |
| 1999           | 2           | 0           |
| 2000           | 2           | 0           |
| 通算           | 51          | 10          |